# Яновицький Костянтин Феодосійович
Костянтин Феодосійович Яновицький (1918, село Антонівка Подільської губернії, тепер Хмельницького району Хмельницької області — ?) — український радянський партійний діяч, 1-й секретар Хмельницького промислового обкому КПУ. Депутат Верховної Ради УРСР 6-го скликання.

## Біографія
Народився в селянській родині. З 1932 року навчався у Вінницькому енергетичному технікумі. Потім працював змінним теплотехніком Чупахівського цукрового заводу Харківської області.
У 1937—1942 роках — студент Київського і Середньоазіатського індустріальних інститутів.
3 1942 року — в Червоній армії. У 1942—1944 роках — слухач Військової Академії бронетанкових і механізованих військ Радянської армії. Учасник німецько-радянської війни. Служив командиром роти 121-го гвардійського важкого самохідно-артилерійського полку 29-ї гвардійської важкої танкової бригади 12-ї гвардійської механізованої дивізії.
Член ВКП(б).
Після демобілізації, у 1946—1947 роках — головний механік Наркевицької бази обладнання постачання Головцукру Кам'янець-Подільської області. У 1947—1949 роках — директор Наркевицької бази обладнання постачання Головцукру.
У 1949—1951 роках — заступник головного інженера, у 1951—1956 роках — головний інженер Городоцького цукрового заводу Кам'янець-Подільської (Хмельницької) області. У 1956—1957 роках — директор другого Городоцького цукрового заводу Хмельницької області.
У 1957—1962 роках — директор другого Городоцького цукрового заводу (комбінату) Городоцького району Хмельницької області.
У 1962 — січні 1963 року — 1-й секретар Кам'янець-Подільського міського комітету КПУ Хмельницької області.
11 січня 1963 — 4 грудня 1964 року — 1-й секретар Хмельницького промислового обласного комітету КПУ.
4 грудня 1964 — 19 грудня 1970 року — секретар Хмельницького обласного комітету КПУ.
З 1970 року — керуючий Хмельницького обласного буряко-цукротресту.

## Звання
- гвардії старший технік-лейтенант

## Нагороди
- орден «Знак Пошани» (26.02.1958)
- орден Вітчизняної війни 2-го ступеня (6.04.1985)
- медалі